# Сенотонг
Сенотонг (англ. Senotong) — одна з місцевих громад, що розташована в районі Таба-Цека, Лесото. Населення місцевої громади у 2006 році становило 7 742 особи.